# Minardi M198
A Minardi M198 egy Formula–1-es versenyautó, amelyet a Minardi csapat tervezett és versenyeztetett az 1998-as Formula–1 világbajnokság során. Pilótái Nakano Sindzsi és Esteban Tuero voltak.

## Áttekintés
Ebben az idényben a csapat a Hart erőforrásairól a Ford-Cosworth motorokra váltott. Két új pilóta érkezett, egyikük a korábban a Prost Grand Prix csapatánál versenyző Nakano volt. A másikuk Tuero, aki a maga 19 évével akkoriban minden idők harmadik legfiatalabb Formula–1-es pilótája volt. Ő már 1998 januárjában csatlakozott a csapathoz, de problémát jelentett, hogy eleinte nem adták meg neki az induláshoz szükséges szuperlicenszet.
A szezon nem indult jól: bár Tuero tizenhetediknek kvalifikált, ezzel megelőzte Olivier Panist és mindkét Tyrrell-t, végül mindkét versenyző kiesett, ahogy a következő, brazil futamon is. Először a harmadik, argentín futamon ért vele célba Nakano.
Problémát jelentett a megbízhatóság hiánya és az, hogy a versenyzők viszonylag sok balesetbe keveredtek. Tuero egész évben mindössze négyszer, a versenyek egynegyedén ért egyáltalán célba, és három verseny is volt, amit kettős kieséssel zártak. A szezonzáró japán nagydíjon Tuero összeütközött Takagi Toranoszukéval (a gáz helyett a fékre lépett véletlenül), aminek köszönhetően csigolyasérülést szenvedett, és erre hivatkozva vissza is vonult a Formula–1-től. Ez a baleset döntötte el a világbajnoki címet is, mert Michael Schumacher áthajtott a törmeléken, defektet kapott, így ki kellett állnia, Mika Hakkinen pedig bajnok lett.
Az év csúcspontja Nakano hetedik helye volt Kanadában, és csak ennek köszönhetően előzték meg az összetettben a Tyrrell istállót (egyikük sem szerzett egy pontot sem).

## Eredmények
| Év   | Csapat  | Motor        | Gumik | Pilóták        | 1   | 2   | 3   | 4   | 5   | 6   | 7   | 8   | 9   | 10  | 11  | 12  | 13  | 14  | 15  | 16  | Pontok | Helyezés |
| ---- | ------- | ------------ | ----- | -------------- | --- | --- | --- | --- | --- | --- | --- | --- | --- | --- | --- | --- | --- | --- | --- | --- | ------ | -------- |
| 1998 | Minardi | Ford Zetec-R | B     |                | AUS | BRA | ARG | SMR | ESP | MON | CAN | FRA | GBR | AUT | GER | HUN | BEL | ITA | LUX | JPN | 0      | -        |
| 1998 | Minardi | Ford Zetec-R | B     | Nakano Sindzsi | KI  | KI  | 13  | KI  | 14  | 9   | 7   | 17  | 8   | 11  | KI  | 15  | 8   | KI  | 15  | KI  | 0      | -        |
| 1998 | Minardi | Ford Zetec-R | B     | Esteban Tuero  | KI  | KI  | KI  | 8   | 15  | KI  | KI  | KI  | KI  | KI  | 16  | KI  | KI  | 11  | KI  | KI  | 0      | -        |

† - nem fejezte be a futamot, de rangsorolták, mert teljesítette a versenytáv 90 százalékát